# Kærlighedsbarn
Kærlighedsbarn er en historisk roman af Maria Helleberg fra 2003.
Bogen handler om forholdet mellem hertug Frederik Christian af Augustenborg og den danske prinsesse Louise Augusta, der officielt var datter af kong Christian VII og dronning Caroline Mathilde. Uofficielt var hun datter af dronningen og Johann Friedrich Struensee. Kronprins Frederik var således hendes halvbror.

## Handling
I romanen er det kærlighedshistorien, der er i centrum, og fortællingen starter i 1780. Medens den danske konges riger endnu var en flersproget, flerkulturel mosaik af dansk, norsk, slesvigsk og holstensk – tilsat lidt islandsk, færøsk, grønlandsk og vestindisk. Hvor en tredjedel af indbyggerne i København havde tysk som dagligsprog, og hvor den tysksprogede Sankt Petri Kirke var velhavende københavneres yndlingskirke. Den sindssyge Christian 7. er konge. Det er 8 år siden, at den fremskridtsvenlige, men skrupelløse Struensee blev fjernet fra magten ved et statskup og hans reformstyre erstattet med en stiv konservatisme. 
Kongens datter, prinsesse Louise Augusta, er 9 år, og broderen kronprins Frederik er 12 år. Eller rettere halvbror. For Struensee er far til Louise Augusta. Det ved alle. Men hendes ægtefødsel bliver aldrig anfægtet. Den indflydelsesrige A.P. Bernstorff har planer for hende. Hun skal giftes med Prins Frederik Christian af Augustenborg, der er ældste søn af hertugen af samme navn, arving til hertugtitlen og det nyopførte slot ved Augustenborg Fjord, der er en barokperle med en formidabel beliggenhed. Han er dermed også viderefører af augustenborgernes omstridte arvekrav på Slesvig i tilfælde af Oldenborgernes uddøen.
Derfor er det strategisk klogt at knytte augustenborgerne tæt til kongehuset for dreigennem at sikre deres fortsatte loyalitet og at have en vis kontrol med dem. Den 15-årige Frederik Christian er tilmed ingen dumrian. Der er faktisk fremtid i ham. Han er begavet, videbegærlig, lidt overpedantisk og grublende og noget af en modsætning til livstykket Louise Augusta, men med en horisont, der er langt forud for de fleste 15-årige. Han kan blive en værdifuld mand for staten.
Prinsens far er indforstået, og aftalen indgås. Prinsessen får dog ikke noget at vide.
I 1785 kommer Frederik Christian (nu 20 år) hjem fra dannelsesrejse i Europa sammen med sine to brødre. Brødrene er livfulde og udadvendte med interesserne rettet mod soldaterliv og munterhed. De skal gøre karriere i den danske hær. Frederik Christian er optaget af filosofi, religion, de moderne oplysningstanker, statsvidenskab, historie, ja han er næsten manisk optaget af viden, oplysning og fornuft. Mere end hans kommende forventede karriere som hertug uden trone og slesvigsk godsejer egentlig kræver. Men han har også større ambitioner.
Nu skal han til København og introduceres ved hoffet, og han skal deltage ved sin tilkommendes konfirmation. Han er jo særlig udvalgt og allerede tildelt elefantordenen. I København fremstilles han for kongen og kronprinsen samt den stadig intetanende prinsesse. Han optages nærmest som en søn i familien, og uden nogen kærlighedserfaringer forelsker han sig faktisk i den smukke og livlige prinsesse, som han allerede er bundet til. Efter konfirmationen får prinsessen nyheden om, at hun skal forloves med Frederik Christian. Men hans forelskelse er ikke gengældt og hun vil ikke. Det nytter dog ingenting, fædrelandets vel går forud, og hun må underkaste sig skæbnen.
Den 14. oktober deklareres forlovelsen, og den 27.maj 1786 står brylluppet under stor festivitas i hovedstaden. Prinsessen, der både er smuk, begavet, handlekraftig og temperamentsfuld, har taget opgaven på sig og valgt at få det bedste ud af den. Og Frederik Christian er faktisk ikke den værste hun kan få, må hun indrømme. Nok er han pedant, slægtsstolt, ærekær og har hovedet fuldt af højtflyvende ideer. Men han er oprigtig forelsket i hende, og hans optagethed af de moderne tanker bevirker, at han gerne taler om alt muligt med hende som menneske til menneske. Faktisk får de to opbygget et ægte varmt forhold, dog med visse ikke uvæsentlige problemer omkring det erotiske. Prinsen har også nået at vise sine evner i forhandlingerne om medgift. Han får trumfet en klækkelig årlig ydelse fra hoffet til prinsessen igennem samtidig med, at han lader skinne igennem, at han ikke ser sin fremtid som statsembedsmand ved hoffet. Hans oplysnings- og Rousseau-inspirerede tanker går i retning af et harmonisk familieliv med ånd og frihed på slottet i Augustenborg. Det forhindrer ham dog ikke i at blive udpeget til gehejmestatsminister og medlem af statsrådet med rang lige efter kronprinsen. Ikke ringe for en 21-årig prins. 
I efteråret 1787 kommer Louise Augusta og Frederik Christian for første gang til Augustenborg sammen. De modtages med stormende begejstring ved det lille hof, og den gamle hertug bliver dybt betaget af sin svigerdatter. Så betaget at han snart overdrager det unge par Gråsten Slot og de tilhørende besiddelser, så de kan øve sig lidt på at være hertugpar. Prinsessens modvilje mod at rejse til et så fjernt sted forsvinder som dug for solen, da det viser sig, at Als ikke er en udørk. Det lille hof er kulturåbent, begejstret for nye ideer og henter inspiration fra dansk og tysk kultur og fra hele Europa. Der er masser af ånd og en egn så skøn, at tidens idealer om pastoraleidyl næsten er virkeliggjorte.
Det er bare begyndelsen til historien, der udvikler sig dramatisk, både hvad angår personernes lidenskaber og den ydre historie med forspillet til de slesvigske krige, der i sig selv rummer stof til et storladent historisk “nord-syd”-drama i historien.